# Serious Sam Double D
『Serious Sam Double D』（シリアス・サム ダブルディー）は、Mommy's Best Gamesが開発しDevolver DigitalがMicrosoft Windows向けに発売した横スクロールシューティングゲーム。シリアス・サムインディーシリーズの一部として開発され、2011年8月30日に発売された。開発スタジオは本作の開発を続け、2013年2月20日にさらなる武器とさらなる敵、長く待ち望まれていた協力プレイモードを統合した『Serious Sam Double D XXL』がXbox Live Arcadeを通じてXbox 360向けに発売された。 2013年10月21日、『Serious Sam Double D XXL』はMicrosoft Windows向けのオリジナルの『Serious Sam Double D』の無料パッチとしてリリースされた。